# 陈洪绶

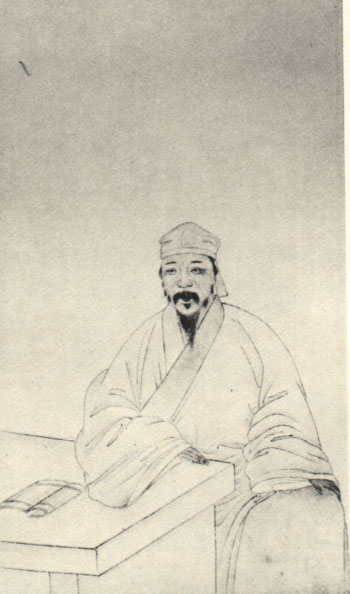
陈洪绶像，选自《清代学者像传》第二集，杨鹏秋摹绘

陈洪绶（1598年—1652年），字章侯，號老蓮、雲門僧、遲雲、弗遲、悔遲、悔已遲、悔僧、遲和尚，浙江諸暨人，明代画家。

## 生平
陈于朝之子。万历二十六年戊戌（1598）出生，自幼喜爱绘画，传说他曾经在萧山来斯行家，见到新粉刷的墙壁，便登上桌案画了足有八九尺长的关羽像，画中关羽一手捋髯一手执《春秋》，形象神采奕奕，维妙维肖，他岳父看后惊得是毕恭毕敬，顶礼膜拜，那时陈洪绶方才四岁。曾随画家蓝瑛学画，蓝瑛赞叹道：“使斯人画成，道子、子昂均当北面，吾辈尚敢措一笔乎！”，万历四十三年（1615年），师事浙东名儒刘宗周。萬曆四十四年（1616年）冬，洪绶作《九歌》人物十一幅，又画《屈子行吟图》一幅，僅用两日完成。孙杕见陈洪绶作画时，叹曰：“使斯人画成，道子、子昂均当北面，吾辈尚敢措一笔乎?”天启三年（1623年），洪绶妻来氏染病亡故。崇祯十三年（1640年），赴北京参加国子监考试，和方以智、王崇简等往还。他宦游北京，捐为监生，奉命临摹历代帝王像，并有机会浏览临摹大内皇宫的藏画，画技迅速提高。但由于目睹政权的腐败，当崇祯帝任命他为内廷供奉宫廷画家时，他抗命不就，崇祯十六年（1643年），南归隐居绍兴。
明代灭亡后，刘宗周自杀殉国，陈老莲不愿剃发易服，一度落发为僧，改号为“悔迟”，曾自云：“岂能为僧，借僧活命而已。”，觉得“酣生五十年，今日始见哭”。一年后还俗。顺治六年（1649年）初，移居杭州，居吴山火德庙这西爽阁，以卖画为生。晚年曾在浙抚“田雄坐，尝使酒大骂”，顺治九年（1652年），“跌坐床箦，喃喃念佛号而卒”。或说，他“才多不自谋”，“有黄祖之祸”，被田雄所暗杀，一說是被杭州卢子由所害。葬于绍兴谢墅官山。

## 藝術成就
他的名作《归去来图》、《四乐图》、《折梅仕女图》、《溪山清夏图》等都成于这一时期。他擅长各种题材，人物、山水、花鸟都可入画，融合古今，自成一格不从俗变，人物形象略为夸张，类似早期印象派画家，山水画有装饰趣味，花鸟挺劲坚硬。当时人评他的画风变化为“少而妙，壮则神，老而化”。画的格调“奇怪近于理”。清代张庚《国朝画征录》评陈老莲：“其力量气局，超拔磊落，在隋唐之上，盖明三百年无此笔墨也。”他从不为清朝权贵作画，但对贫穷的亲友经常作画相赠，“凡贫士籍其生者数十百家”。
陈老莲还为许多名著如《西厢记》、《水浒传》、《九歌》等绘制不少插图，是中国最早有名望的插图画家。这些插图刻版印刷，对后来中国的版画艺术有很大的影响。1651年，他绘制了48幅《博古叶子》版画，從名商巨賈到安贫乐道的著名人物画像，如陶朱公、陶淵明等，刻工是之前合作過《九歌圖》的徽派名手黃建中。这些版画因为印刷多而广为流传。后来的画家如任颐等都受他很大的影响。
陈老莲的书法也是自成一格，奇特洒脱，还善写诗，著有《宝纶堂集》。

### 部分传世作品
作品名称 	创作年代	收藏情况
- 《蓮池應化圖》		 臺北國立故宮博物院
- 《梅花山鳥圖》		臺北國立故宫博物院
- 《喬松仙壽圖》	1635	臺北國立故宫博物院
- 《歲朝圖》		臺北國立故宫博物院
- 《古木雙鳩圖》		臺北國立故宫博物院
- 《歲朝圖》		臺北國立故宫博物院
- 《晋爵圖》	早期	北京故宫博物院
- 《雜畫圖册》	中前期	北京故宫博物院
- 《荷花鴛鴦圖》	中年時期	北京故宫博物院
- 《黄流巨津圖》	晚於1644	北京故宫博物院
- 《仿趙千里山水》		北京故宫博物院
- 《夔龍補袞圖》		北京故宫博物院
- 《梅石圖》		北京故宫博物院
- 《升庵簪花圖》		北京故宫博物院
- 《玉堂柱石圖》		北京故宫博物院
- 《雅集圖鑑》	1649	上海博物馆
- 《踏雪尋梅圖》		上海博物馆
- 《春風蛺蝶圖》	1651	上海博物馆
- 《咏梅图》		南京博物院
- 《蕉林酌酒图》	1649	天津艺术博物馆
- 《梅花书屋图》	1649	安徽省博物馆
- 《宣文君授经图》	1638	美國克里夫蘭美術館
- 《五泄圖》	1624-25	美國克里夫蘭美術館
- 《老子骑牛图》		美國克里夫蘭美術館
- 《喜上眉梢图》	1627	美国大都會藝術博物館
- 《仙人献寿图》	1649	美国印第安纳波利斯美术馆
- 《龙王礼佛图》		美國華盛頓佛利爾美術館
- 《歸去來圖》	1652	美國檀香山美術學院
- 《秋林策杖图》	1650
- 《博古葉子》 1651
- 《水滸葉子》	1633

### 作品欣赏
- 屈原
- 屈子行吟圖
- 《九歌圖·云中君》
- 陶淵明像
- 《歸去來圖·采菊》
- 《水滸葉子·宋江》
- 《水滸葉子·史進》
- 《水滸葉子·林冲》
- 《西厢记》插圖
- 崔鶯鶯像
- 玉堂柱石圖，現藏於北京故宫博物院
- 升庵簪花图，北京故宫博物院
- 《南生鲁四乐图·逃禅》画中人为南洙源
- 松溪对弈图，现藏于上海博物館
- 钟馗
- 准提佛母法像图 轴 - 陈洪绶 (1620年; 明)

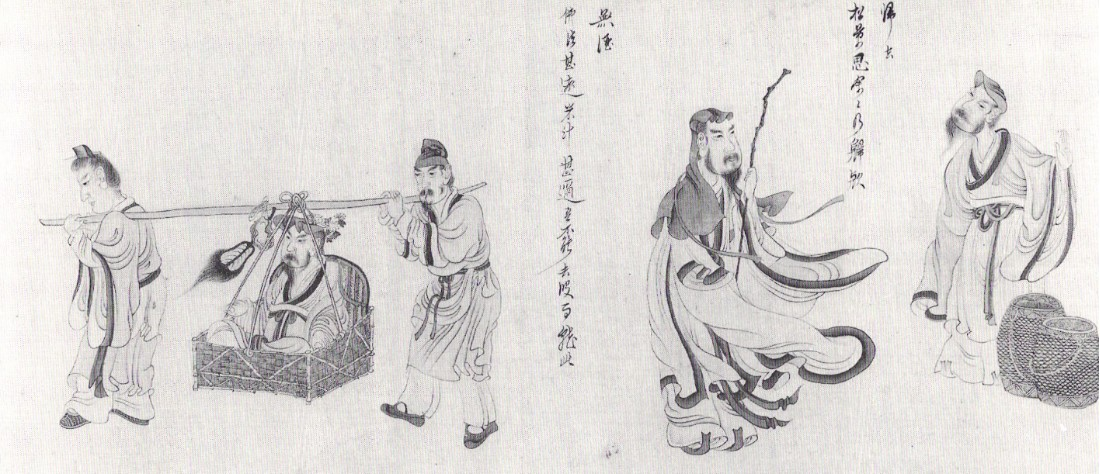
《归去来兮图·无酒、归去、种秫》

## 延伸阅读
[在维基数据编辑]
 《清史稿·卷504》，出自趙爾巽《清史稿》
 在维基共享资源阅览影像